# Seznam mehiških igralcev
Seznam mehiških igralcev.

## A
- Antonio Aguilar
- Anahí Giovanna Puente Portill
- Juan Ignacio Aranda (r. Ignacio López Aranda)
- Alfonso Arau
- Rosita Arenas
- Pedro Armendáriz (st./ml.)

## B
- Kuno Becker
- Gael García Bernal
- Patricia Bernal
- Demián Bichir
- Angelique Boyer
- Olga Breeskin

## C
- Leticia Calderón
- Diego Calva
- Jaime Camil
- Martha Mariana Castro
- Cassandra Ciangherotti
- Fernando Colunga
- Ninel Conde

## D
- Carlos Diehz
- Alfonso Dosal

## F
- Emilio Fernández
- Vicente Fernández
- María Félix (María de Los Ángeles Félix Guërena)

## G
- José Angel García
- Eleazar Gómez
- Edith González
- Eiza González Rivera

## H
- Salma Hayek Pinault

## J
- José Luis Jímenez

## K
- Elizabeth Katz

## L
- Ignacio López Tarso
- Fernando Luján
- Diego Luna

## M
- Dulce Maria
- Lyn May
- Bárbara Mori, urugvajsko-mehiška

## N
- Silvia Navarro
- Adela Noriega
- Ramon Novarro
- Lupita Nyong'o

## O
- Manuel Ojeda
- Luis Miguel Olace
- Juan Carlos Olivas

## P
- Sylvia Pasquel
- Pina Pellicer
- Maite Perroni
- Silvia Pinal Hidalgo (1931-2024)
- Salvador Pineda

## R
- Dolores del Río
- Alfonso Herrera Rodríguez
- Paulina Rubio
- Alejandro Ruiz

## S
- Ilse Salas
- Rossana San Juan
- Juan Carlos Serrán
- Karol Sevilla

## T
- Ignacio López Tarso
- Arleth Terán

## U
- Chano Urueta

## V
- Rafael Velasco
- María Guadalupe "Lupe" Villalobos Vélez /Lupe Vélez (1908–1944)